# 居风县
居风县，西汉时期所置，两汉时期属九真郡，在今越南清化北。治所在今越南清化省清化北马江南岸。
《后汉书·朱景王杜马刘傅坚马列传》记载：“自无功至居风”，【后汉书注】属九真郡。《读史方舆纪要》记载：“汉置居风县，属九真郡。在今宣化府西北。”